# لي يونغ
لي يونغ (هانغل: 이용) (مواليد 21 يناير 1989) هو لاعب كرة قدم كوري جنوبي يلعب كمدافع عن آسن مونغونغهوا.

## المسيرة الرياضية
تم اختيار لي في اختيار الأولوية لمسابقة الدوري الكوري الجنوبي لعام 2011 من قبل نادي غوانغجو.
انضم إلى نادي الخور في دوري نجوم قطر في يوليو 2015.